# 자연인
자연인(natural person, physical person, natural entity)은 법률에서 '인'의 하위개념으로 행위능력을 가진 국민(평민), 즉 사람을 가리킨다. 사기업, 비정부 기구같은 개인 소유 단체나 정부같은 공공 단체를 포함하는 법인과 구별된다.

## 같이 보기
- 인 (법률)
- 인격권
- 법인